# Greg Holmes
Greg Holmes (Covina (Califórnia), 29 de agosto de 1963) é um ex-tenista profissional estadunidense.
Ele foi campeão individual Jogos Pan-Americanos, em 1983.